# محمية العرين

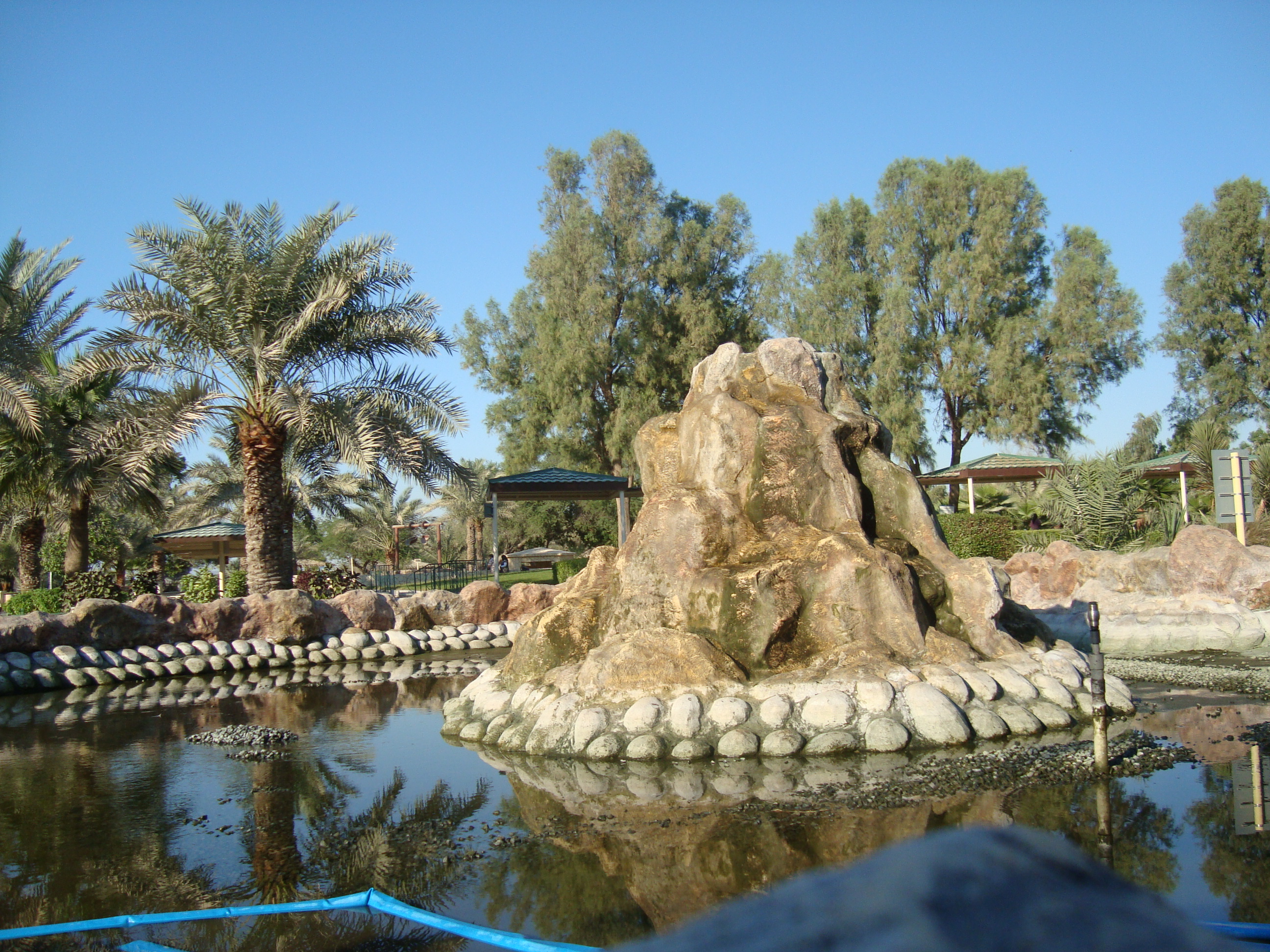
بركة اصطناعية في محمية العرين

محمية العرين هي محمية طبيعية وحديقة حيوان تقع في صخير بالبحرين. هي إحدى خمس مناطق محمية أخرى في البلاد. تغطي مساحة إجمالية قدرها 8 كيلومتر مربع وأُنشئت لأول مرة في عام 1976. النباتات والحيوانات المحلية في البحرين فضلاً عن القادمة من أفريقيا وجنوب آسيا موجودة في حديقة الحيوان. في عام 2010 جذبت حديقة 140436 زائر وهو أعلى سبع مرات عن عام 2000.

## الجذب السياحي
تتميز المحمية بوجود 100،000 نبتة وشجرة وأكثر من 50 نوعا من الحيوانات و 90 نوعا من الطيور و 80 نوعا من النباتات. تشمل الأنواع الموجودة في الحديقة المها العربي وهو مهدد بالانقراض والغزال الدرقي وقوقز والكلاب السلوقية وإمبالة والأيل الأسمر الأوروبي وحمار الزرد تشابمان والأرانب البرية الصحراوية. الأنواع العربية مثل مها أبو حراب ومها أبو عدس وغزال المهر والزرافة والوعل النوبي والماعز البري والضأن البربري والأخدر موجودة أيضا. سياسة المحمية هي إكثار الأنواع المهددة بالانقراض.

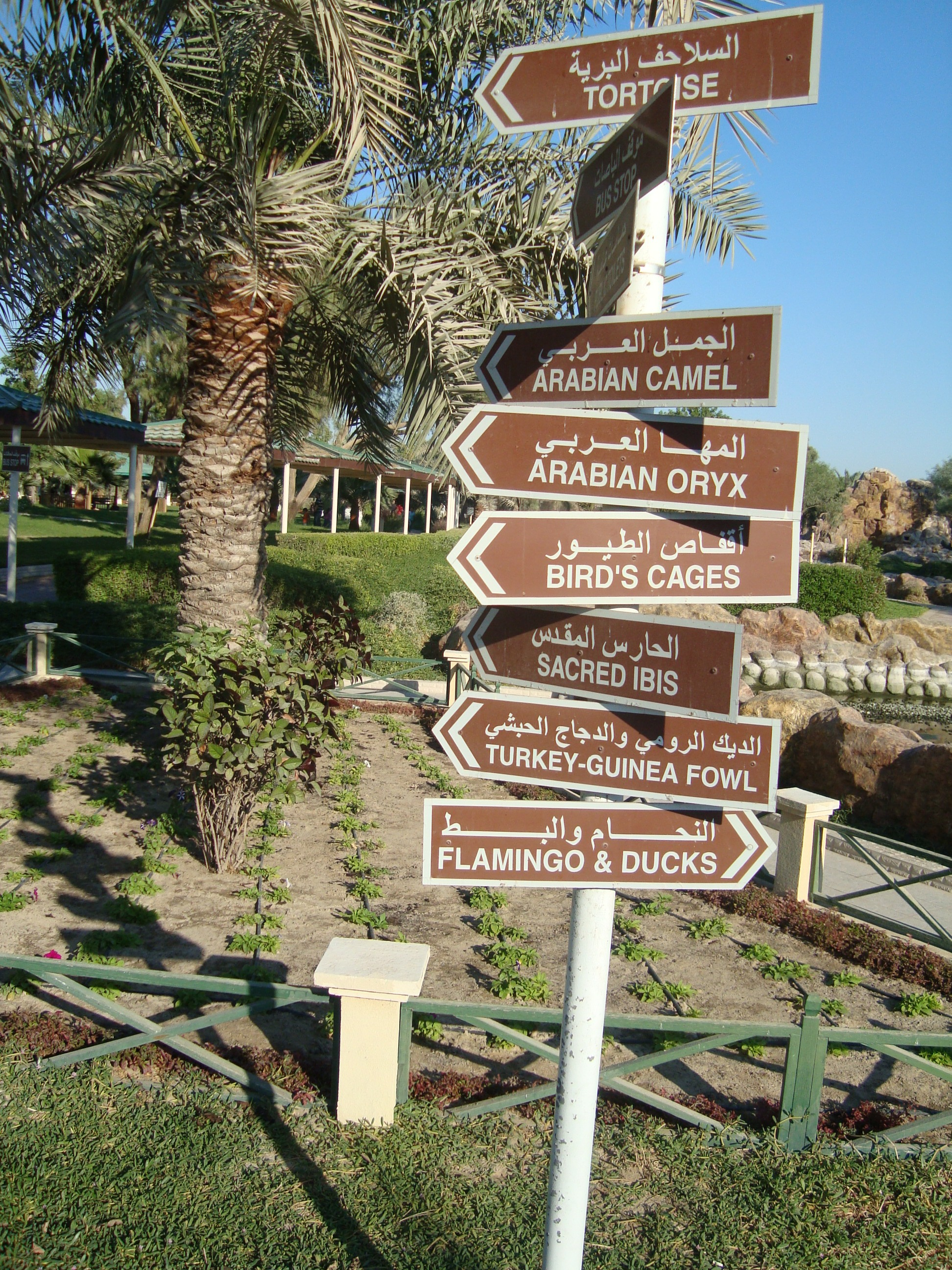
لوحات إرشادية

محمية العرين تغطي مساحة إجمالية قدرها 800 هكتار وتنقسم إلى قسمين يتكون كل منهما من 400 هكتار. جزء مخصص للجمهور في حين أن الجزء الآخر هو منطقة احتياطية مجهزة بالخزانات السطحية للنباتات والحيوانات. خضعت المحمية لتجديدات متعددة في العقد السابق حيث أُضيف إليها مجمع الحيوانات البرية العربية. وتم إقامة ساحة الصقر وحديقة الحيوانات الأليفة حديثا .

## الوصول
يحظر الدخول إلى منطقة المحمية إلا بعد الحصول على إذن مسبق. يتم توفير الوصول إلى الحيوانات في المحمية بواسطة الحافلات السياحية من المدخل الرئيسي. تبعد المحمية 40 دقيقة بالسيارة من المنامة وهي متصلة بواسطة الطرق السريعة وتجاور حلبة البحرين الدولية.